# Spilosoma punctilinea
Spilosoma punctilinea là một loài bướm đêm thuộc phân họ Arctiinae, họ Erebidae.